# 800 mètres masculin aux Jeux olympiques d'été de 1960 (athlétisme)
Navigation
Melbourne 1956 Tokyo 1964
L'épreuve du 800 mètres masculin aux Jeux olympiques de 1960 s'est déroulée du 31 août au 2 septembre 1960 au Stade olympique de Rome, en Italie.  Elle est remportée par le Néo-zélandais Peter Snell.

## Résultats

### Finale
| Rang               | Athlète              | Pays                       | Temps   | Notes |
| ------------------ | -------------------- | -------------------------- | ------- | ----- |
| Médaille d'or      | Peter Snell          | Nouvelle-Zélande           | 1:46.48 | OR    |
| Médaille d'argent  | Roger Moens          | Belgique                   | 1:46.55 |       |
| Médaille de bronze | George Kerr          | Indes occidentales         | 1:47.25 |       |
| 4                  | Paul Schmidt         | Équipe unifiée d’Allemagne | 1:47.82 |       |
| 5                  | Christian Wägli      | Suisse                     | 1:48.19 |       |
| 6                  | Manfred Matuschewski | Équipe unifiée d’Allemagne | 1:52.21 |       |

## Légende
Records et Performances
- AR : Record continental (area record)
- CR : Record des championnats (championship record)
- MR : Record du meeting (meet record)
- NR : Record national (national record)
- OR : Record olympique (olympic record)
- PR : Record paralympique (paralympic record)
- PB : Record personnel (personal best)
- SB : Meilleure performance personnelle de la saison (season's best)
- WL : Meilleure performance mondiale de l'année (world leader)
- WJR : Record du monde junior (world junior record)
- WR : Record du monde (world record)

Circonstances et Conditions
- DNF : N'a pas terminé (did not finish)
- DNS : N'a pas pris le départ (did not start)
- DQ : Disqualification (disqualification)
- NM : Aucun essai valable enregistré (No Mark)
- Q : Qualifié « directement » au prochain tour (ou à la prochaine compétition), lors d'une compétition majeure, grâce au classement ou à la réalisation des minima (automatic qualifier)
- q : Qualifié au prochain tour (ou à la prochaine compétition), lors d'une compétition majeure, grâce au repêchage ou à la réalisation de l'une des meilleures performances parmi celles des « non qualifiés directement » (grâce au meilleur temps ou à la meilleure distance par exemple) (secondary qualifier)